# 2 Hearts
"2 Hearts" pop rock je pjesma australske pjevačice Kylie Minogue. Objavljena je kao debitantski singl s njenog desetog studijskog albuma, X 9. studenoga 2007. godine, u izdanju diskografske kuće Parlophone.

## O pjesmi
Pjesma je obrada pjesme koju su snimili Kish Mauve, koji je producirao Minogueinu inačicu. "2 Hearts" je prvo Minogueino komercionalno singl izdanje nakon što joj je dijagnosticiran rak dojke u svibnju 2005. godine.
Pjesma je izdana kao debitantski singl s albuma u studenom 2007. godine i primila različite kritike od glazbenih kritičara.
2006. godine, Minogue je počela snimati materijal u Londonu iako joj je u svibnju 2005. godine dijagnosticiran rak dojke. "2 Hearts" su napisali i snimili londonski elektro glazbeni sastav Kish Mauve, koji su dali pjesmu Minogue. Minogue je za pjesmu rekla da ju je zavoljela od prvog puta kad ju je čula. Također, rad s Kish Mauveom opisala je kao radost.
Pjesma i njeni remiksi objavljeni su na Internetu 9. listopada 2007. godine. "2 Hearts" je diljem svijeta izdan u različitim formatima. Većina teritorija dobili su CD singl ili format za digitalno preuzimanje, a u Ujedinjenom Kraljevstvu pjesma je izdana i kao limitirani vinilni singl.
Kylie je izvodila pjesmu na sljedećim koncertnim turnejama:
- KylieX2008
- For You, For Me Tour

Pjesma je izvedena i na:
- The Kylie Show 2007 TV Special

Pjesma je korištena u promocijama za sitcom ABC-a Cougar Town u kojem glavnu ulogu ima Courteney Cox.

### Uspjeh na top ljestvicama
U Ujedinjenom Kraljevstvu, "2 Hearts" je prvi put puštena na radiju 10. listopada 2007. godine. Pjesma je debitirala na ljestvici UK Singles Chart na 12. mjestu 11. studenog 2007., samo zbog prodanih digitalnih primjeraka. Dospjela je na svoju najvišu poziciju na 4. mjestu 19. studenoga 2007. godine, i ostala na ljestvici između prvih 75 mjesta ukupno 13 tjedana. "2 Hearts" debitirala je na 29. mjestu na irskoj ljestvici Irish Singles Chart jedan tjedan prije svog objavljivanja kao singl. Sljedećeg tjedna pjesma je dospjela na svoje najviše 12. mjesto na toj ljestvici i ostala između prvih 50 mjesta 7 tjedana.
Diljem svijeta pjesma je bila jako uspješna. U Španjolskoj i Tjavanu dospjela je na prvo mjesto, u Italiji i Švedskoj na jedno od prvih 5 mjesta. U Australiji, pjesma je debitirala na prvom mjestu 19. prosinca 2007. godine, s prodanih 6,149 primjeraka. Pjesma je postala Minoguein deseti hit broj 1 u Australiji. "2 Hearts" napustila je top 10 poslije tri tjedna i ostala između prvih 20 mjesta 6 tjedana.

## Kritički osvrt
"2 Hearts" primila je različite kritike od pop glazbenih kritičara.

### The Sun
Victoria Newton, u kritici za The Sun, opisala je pjesmu kao "sigurni broj 1", dodavajući i da ima istu vrijednost kao "Can't Get You out of My Head".

### Pitchfork Media
Kritičar za Pitchfork Media Tom Ewing usporedio je pjesmu s glazbom od Goldfrapp, i napisao da je "neočekivani stilski pokret" i da se "igra s njenim moćima".

### Manchester Evening News
Sarah Walters je za Manchester Evening News rekla da nije baš impresionirana, komentirajući da "bi trebalo više od skupa ispjevanih uzdaha da se napravi znanenit singl".

### Rolling Stone
Rolling Stone stavio je "2 Hearts" na 94. mjesto svoje ljestvice 100 najboljih pjesama 2007. godine, iako pjesma nije objavljena u SAD-u.

### Stylus Magazine
Pjesma je završila na 40. mjestu ljestvice 50 najboljih pjesama 2007. godine od Stylus Magazine.

## Popis pjesama
| Digitalni download (Objavljeno 4. studenog 2007.) 1. "2 Hearts" UK CD singl 1 (CDR6751; Objavljeno 12. studenog 2007.) 1. "2 Hearts" 2. "I Don't Know What It Is" (Rob Davis, Paul Harris, Minogue, Julian Peake, Richard Stannard) UK CD single 2 (CDRS6751; Objavljeno 12. studenog 2007.) 1. "2 Hearts" 2. "2 Hearts" (Alan Braxe remix) 3. "King or Queen" (Kurstin, Minogue, Poole) 4. "2 Hearts" spot UK 12" Picture disk (12R6751; Objavljeno 12. studenog 2007.) 1. "2 Hearts" 2. "2 Hearts" (Alan Braxe remix) 3. "2 Hearts" (Studio remix) Australski CD singl (5144245992; Objavljeno 10. studenog 2007.) 1. "2 Hearts" 2. "2 Hearts" (Alan Braxe remix) 3. "King or Queen" 4. "I Don't Know What It Is" 5. "2 Hearts" spot Ruski CD singl (Objavljeno 18. studenog 2007.) 1. "2 Hearts" 2. "I Don't Know What It Is" | MSN UK digitalnidownload #1 (Objavljeno 4. studenog 2007.) 1. "2 Hearts" 2. "I Don't Know What It Is" 3. "2 Hearts" (Harris and Masterson Extended mix) MSN UK digitalni download #2 (Objavljeno 4. studenog 2007.) 1. "2 Hearts" (Alan Braxe remix) 2. "King or Queen" 3. "2 Hearts" (studijska inačica) UK Promotivni CD #1 (HEARTS001; Objavljeno 2007) 1. "2 Hearts" UK Promotivni CD #2 (Objavljeno 2007) 1. "2 Hearts" (Alan Braxe remix) 2. "2 Hearts" (Alan Braxe dub) 3. "2 Hearts" (Studio version) 4. "2 Hearts" (Mark Brown Pacha Ibiza Upper Terrace remix) 5. "2 Hearts" (A cappella) UK Promotivni 12" vinyl (HEARTS2; Released 2007) 1. "2 Hearts" (Alan Braxe remix) 2. "2 Hearts" (Mark Brown Pacha Ibiza Upper Terrace remix) 3. "2 Hearts" (Kish Mauve remix) 4. "2 Hearts" (Studio version) 5. "2 Hearts" (Paul Harris Extended mix) |

## Videospot
Spot za "2 Hearts" snimljen je pod redateljskom palicom Dawna Shadfortha u studiju Shepperton Studios u Londonu. Spot prikazuje Minogue u dvije različite scene: odjevena u crni uski kostim od lateksa, s crvenim ružem i velikom kovrdžavom plavom kosom izvodi sa svojim sastavom i druga scena gdje je u jednostavnoj crnoj haljini, i u tamnijem, mnogo tajanstvenijem okruženju. Nalikuje na Marilyn Monroe u Some Like It Hot. Počinje s Mnogue kako pjeva na mikrofon na glasoviru. Spot se završava s Minogue i njenim pratećim sastavom kako nastupaju na pozornici dok raznobojni konfeti padaju oko njih.
Minogue je dobila inspiraciju iz londonskoj noćnog kluba BoomBox, gdje je bila DJ tijekom londonskog tjedna mode. Kostimi koje su nosili Minogue i njen prateći sastav dizajnirali su Gareth Pugh i Christopher Kane. Premijera spota desila se na GMTVu 10. listopada 2007. godine.

## Top ljestvice
| Top ljestvica (2007)        | Najviša pozicija |
| --------------------------- | ---------------- |
| Australija                  | 1                |
| Austrija                    | 14               |
| Belgija                     | 25               |
| Kanada                      | 60               |
| Kanada (digitalni singlovi) | 70               |
| Danska                      | 14               |
| Nizozemska                  | 29               |
| Europa (Digital Tracks)     | 10               |
| Europa                      | 3                |
| Francuska                   | 15               |
| Njemačka                    | 13               |
| Grčka                       | 11               |

| Top ljestvica (2007)   | Najviša pozicija |
| ---------------------- | ---------------- |
| Irska                  | 12               |
| Italija                | 2                |
| Norveška               | 6                |
| Novi Zeland            | 34               |
| Rumunjska              | 18               |
| Rusija                 | 50               |
| Španjolska             | 1                |
| Švedska                | 3                |
| Švicarska              | 10               |
| Ujedinjeno Kraljevstvo | 4                |

## Povijest izdanja
| Regija                 | Datum              |
| ---------------------- | ------------------ |
| Europa                 | 9. studenog 2007.  |
| Australija             | 10. studenog 2007. |
| Ujedinjeno Kraljevstvo | 12. studenog 2007. |
| Rusija                 | 18. studenog 2007. |

## Impresum
Sljedeći ljudi doprinijeli su stvaranju pjesme "2 Hearts":
- Kylie Minogue – glavni vokali
- Kish Mauve - produkcija
- Dave Bascombe - mikseta
- Geoff Pesche - zvuk